# Party and play

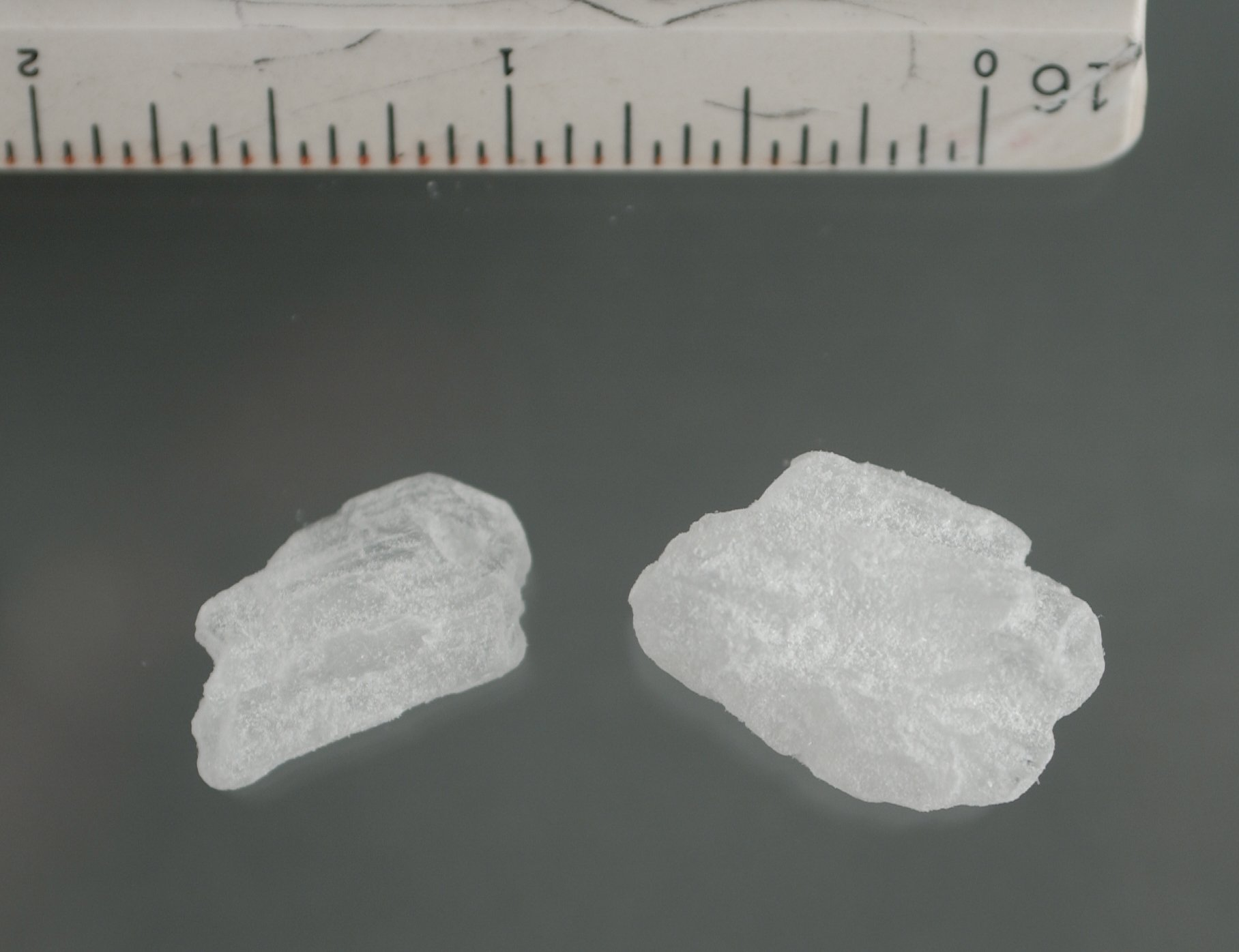
A metanfetamina é a droga mais associada a party and play.

Party and play (PnP), também chamado chemsex, é o consumo de drogas para facilitar ou aumentar a atividade sexual. Sociologicamente, refere-se a uma subcultura de usuários de drogas recreativas que se envolvem em atividades sexuais de alto risco sob a influência de drogas dentro de subgrupos. Isso pode incluir sexo desprotegido durante sessões com múltiplos parceiros sexuais que podem durar dias.
A droga de escolha é tipicamente a metanfetamina, conhecida como crystal meth, tina ou T, mas outras drogas também são usadas, como mefedrona, GHB, GBL, e nitritos de alquila (conhecidos como poppers). O termo slamsex está associado a usuários que injetam as drogas.
Alguns estudos descobriram que as pessoas que participam dessas festas sexuais têm maior probabilidade de contrair infecções sexualmente transmissíveis, incluindo HIV/AIDS, por terem relações sexuais desprotegidas com um grande número de parceiros sexuais. Por isso, é considerada “uma prioridade de saúde pública”.

## Terminologia
A prática é apelidada de "party 'n' play" ("PNP" ou "PnP") por alguns participantes. Outros se referem a ele como "high 'n' horny" ("HnH", "chapado e com tesão"). Um estudo acadêmico chama a prática de "uso de drogas sexualizado" ou SDU.
O termo PnP é comumente usado por homens gays e outros homens que fazem sexo com homens (HSH) na América do Norte e na Austrália, enquanto o termo chemsex está mais associado à cena gay na Europa.

## História

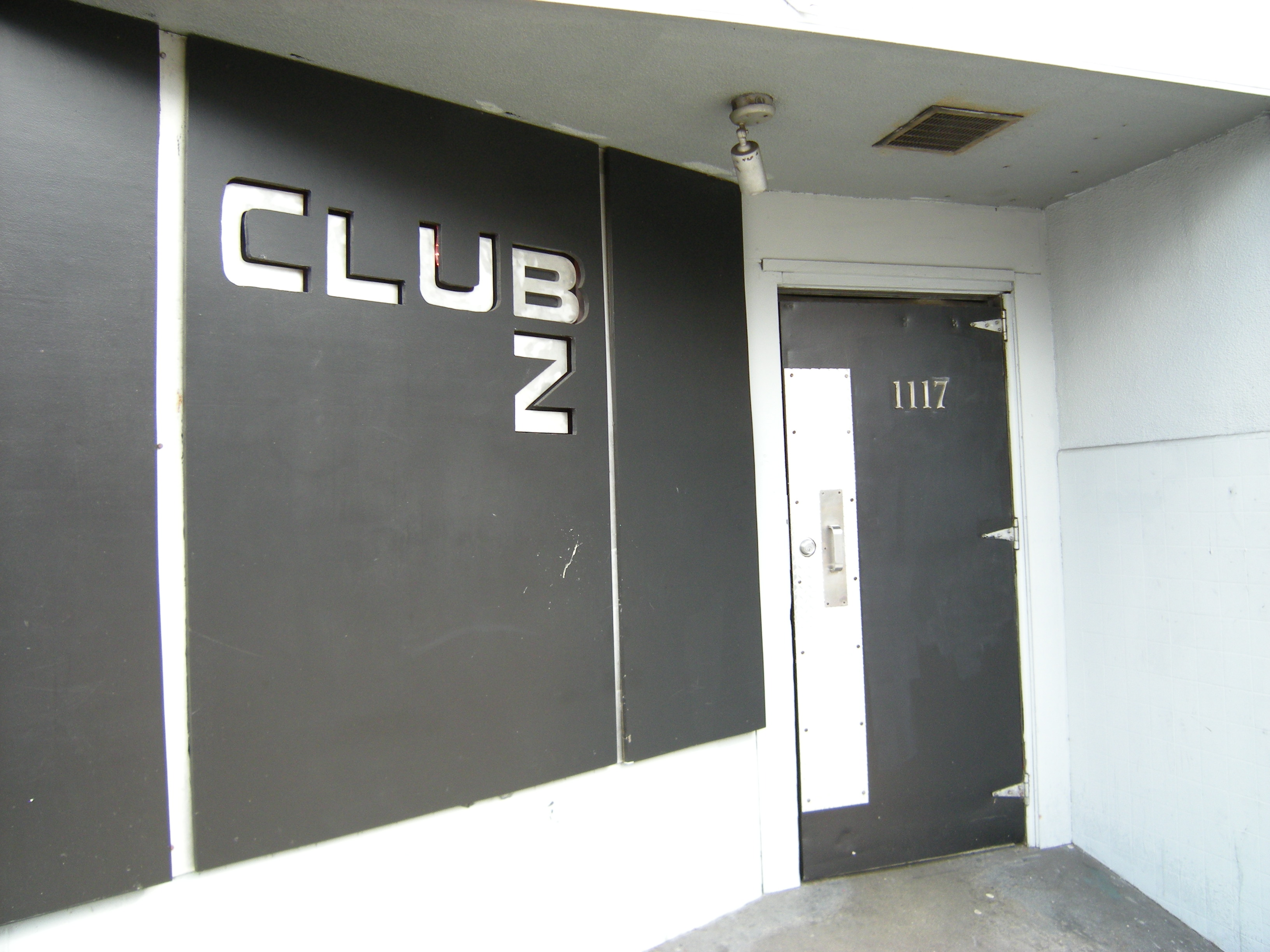
Party and play foram associadas à cena da sauna e casas de banho. Na foto, a casa de banho Club Z em Seattle.

Subculturas de uso de drogas psicoativas existem há muito tempo nas comunidades gays urbanas, desde a era disco dos anos 1970 e antes. Essas substâncias têm sido usadas para dançar, socializar, celebrações regionais e outros fins. A ascensão de sites online e aplicativos de conexão na década de 1990 deu aos homens novas maneiras de cruising e encontrar parceiros sexuais, incluindo a capacidade de organizar encontros sexuais privados em suas casas.
Desde o início dos anos 2000, locais históricos de socialização gay, como bares, clubes e eventos de dança, diminuíram em número em resposta a uma série de fatores, incluindo gentrificação, leis de zoneamento, restrições de licenciamento e o aumento do número de homens enrustidos ou sexualmente instáveis que estão sob a influência de drogas e da crescente popularidade das tecnologias digitais para fins sexuais e sociais.
Nesse contexto, o PnP surgiu como uma forma alternativa de festa sexualizada que permitia aos participantes evitar o escrutínio público e a natureza potencialmente crítica e provocadora de ansiedade do "espaço público". Drogas recentemente populares, como a metanfetamina e o GHB/GBL, substituíram as drogas de boates, como o ecstasy, nesse contexto.
Embora as sessões PnP tendam a ser organizadas em torno do sexo, há alguma evidência de que elas podem servir a uma variedade de propósitos sociais para seus participantes, incluindo a oportunidade de conhecer outros gays, fazer amigos e se envolver em jogos e experiências eróticas. Em alguns casos, as sessões PnP desempenham um papel na formação de redes sociais soltas que são valorizadas e nas quais os participantes confiam. Para outros homens, o aumento da dependência de aplicativos e sites de encontros para arranjar sexo pode resultar em uma sensação de isolamento que pode exacerbar o risco de dependência de drogas, especialmente no contexto da falta de outros locais para socialização gay e formação de comunidades sexuais.
Um estudo de 2014 descobriu que uma das principais razões para usar drogas antes e durante o sexo era aumentar a confiança sexual e reduzir sentimentos de dúvida, em relação a sentimentos de "homofobia internalizada" da sociedade, preocupações sobre um diagnóstico de HIV ou "culpa relacionada ter ou desejar sexo gay". Uma questão-chave de autoconfiança para os participantes do estudo foi a "imagem corporal", uma preocupação que foi intensificada pelo foco dos aplicativos de redes sociais na aparência, porque nesses aplicativos há um foco em corpos masculinos idealizados que são "tonificados e musculosos". Os homens também estavam ansiosos com seu desempenho sexual e, como tal, usar drogas pode reduzir essas ansiedades e permitir que eles desfrutem mais do sexo.

## Críticas
Observou-se que geralmente faltam dados confiáveis e pesquisas relevantes e esta situação está gerando um clima de pânico moral. Em artigo publicado pelo The Guardian, argumenta-se que uma reportagem exagerada pode dar ao público uma impressão distorcida da magnitude desse fenômeno e que pode aumentar o nível de ansiedade coletiva.